# クリスタル (フリートウッド・マックの曲)
「クリスタル」（Crystal）は、スティーヴィー・ニックスが作詞作曲した楽曲。ニックスとリンジー・バッキンガムの1973年のアルバム『Buckingham Nicks』に収録された。二人がフリートウッド・マックに加入し、最初に制作されたアルバム『ファンタスティック・マック』（1975年）にも収録された。いずれのバージョンもバッキンガムがリード・ボーカルを務めている。

## 概要
スティーヴィー・ニックスは祖父と父親を念頭において「クリスタル」を書いたとされる。1973年にロサンゼルスのサウンド・シティ・スタジオでリンジー・バッキンガムとニックスの二人のアルバムの制作が始まった。ニックスが書いた曲であったが、プロデューサーのキース・オルセンはバッキンガムのボーカルのほうが声質が曲に合うと考え、彼がリードボーカルをとった。同年9月、アルバム『Buckingham Nicks』は発売され、本作も収録された。
1974年12月、ボブ・ウェルチがフリートウッド・マックを脱退。バンドのメンバーは3人になった。同年12月31日、ミック・フリートウッドはバッキンガムに電話し、バンドへの加入を誘った。バッキンガムは自分とニックスは「セット販売」だと言い、ニックスがいなければバンドには入らないと答えた。フリトーウッド・マックは二人が入ることで良いグループになると判断し、バッキンガムとニックスの加入が決まった。
1975年1月から2月にかけて、ロサンゼルスのサウンド・シティ・スタジオでアルバムのレコーディングが行われた。キース・オルセンはグループと共同名義でプロデューサーを務めた。同年7月11日発売のアルバム『ファンタスティック・マック』に「ランドスライド」は収録された。リード・ボーカルは再びバッキンガムが務めた。
1998年、映画『プラクティカル・マジック』が公開される。映画のサウンドトラックのためにニックスはソロ名義で再録音し、シェリル・クロウがバッキング・ボーカルを務めた。
2018年1月発売の『ファンタスティック・マック』のエクスパンデッド・エディションまたはボックスセットにアーリー・バージョンが収録された。

## 演奏者
- リンジー・バッキンガム - ギター、リード・ボーカル
- スティーヴィー・ニックス - バッキング・ボーカル
- クリスティン・マクヴィー - キーボード
- ジョン・マクヴィー - ベース
- ミック・フリートウッド - ドラムズ